# Guan Tianyi
Guan Tianyi (chinesisch 关天一, Pinyin Guān Tiānyī; * 15. Februar 1991) ist ein ehemaliger chinesischer Eishockeyspieler, der zuletzt bis 2020 bei China Golden Dragon in der 2. česká hokejová liga, der dritten tschechischen Liga, unter Vertrag stand.

## Karriere
Guan Tianyi begann seine Karriere als Eishockeyspieler bei der Amateurmannschaft aus Harbin, mit der er 2011 den nationalen Titel in der Chinesischen Eishockeyliga errang. 2012 wechselte der Verteidiger zu China Dragon, der damals einzigen chinesischen Mannschaft in der Asia League Ice Hockey. Von 2014 bis 2017 spielte er wieder für das Amateurteam aus Harbin. Anschließend startete er seinen zweiten Anlauf im Profieishockey und schloss sich dem neu gegründeten Tsen Tou Jilin aus der russischen Wysschaja Hockey-Liga an. Seit 2019 spielt er für China Golden Dragon in der 2. česká hokejová liga, der dritten tschechischen Liga.

### International
Für China nahm Guan Tianyi im Juniorenbereich an der U20-Junioren-Weltmeisterschaft der Division II 2011 teil. Zudem vertrat er seine Farben bei den Winter-Universiaden 2015 im spanischen Granada und 2017 im kasachischen Almaty.
Im Seniorenbereich stand der Angreifer im Aufgebot Chinas bei den Weltmeisterschaften der Division II 2012, 2013, 2014, 2015, 2016 und 2017. Auch bei der Qualifikation für die Olympischen Winterspiele in Pyeongchang 2018 stand er für die Mannschaft aus dem Reich der Mitte auf dem Eis.

## Erfolge und Auszeichnungen
- 2011 Chinesischer Meister mit der Mannschaft aus Harbin
- 2015 Aufstieg in die Division II, Gruppe A, bei der Weltmeisterschaft der Division II, Gruppe B
- 2017 Aufstieg in die Division II, Gruppe A, bei der Weltmeisterschaft der Division II, Gruppe B

## Asia-League-Statistik
(Stand: Ende der Saison 2013/14)